# Ichenheim
Ichenheim ist ein Ortsteil von Neuried. Zu Ichenheim gehören das Dorf Ichenheim, das Gehöft Ottenweierhof und der Wohnplatz Einzelwohnhaus.

## Geographie

### Geographische Lage
Ichenheim liegt in der Oberrheinischen Tiefebene direkt am Rhein und an der deutsch-französischen Grenze, genau in der Mitte zwischen Kehl und Lahr, nur wenige Kilometer südlich von Straßburg, wenige Kilometer von Offenburg entfernt. Die Gemarkung Ichenheim ist 18,94 Quadratkilometer groß. In Ichenheim liegen die abgegangene Burg Blankenmoos und die Wüstung Trudenheim.

### Nachbargemeinden
Die Gemarkung Ichenheim grenzt im Norden an Altenheim und Dundenheim, im Osten an Niederschopfheim, im Südosten an Schutterzell und im Süden an Kürzell und Meißenheim. Im Westen grenzt Ichenheim an den Rhein und damit an Frankreich.

## Geschichte
Erstmals wurde Ichenheim 1066 urkundlich als Besitz des Klosters Eschau als Ichelenheim genannt. Ichenheim gehörte wie die andern Riedorte anfangs zur Herrschaft Mahlberg, die dann aber Walter I. von Geroldseck 1250, wahrscheinlich mit Gewalt, an sich brachte. Als die Linie Lahr-Mahlberg mangels männlicher Nachkommen ausstarb, fiel die Herrschaft ans Reich zurück. Kaiser Sigismund gab sie daraufhin 1426 dem Grafen zu Mörs-Saarwerden, so dass auch Ichenheim unter fremde Herrschaft geriet. Die beiden Grafen kamen in finanzielle Schwierigkeiten und mussten den halben Teil ihrer Herrschaft Lahr-Mahlberg an die Markgrafen von Baden-Baden verkaufen. 1477 beherrschten zwei Herrschaftshäuser die Gegend gemeinsam. Durch Erbteilung ging Ichenheim 1629 wieder an die Mahlberger, bevor diese 1771 mit dem Haus Baden-Baden an die Markgrafschaft Baden-Durlach fiel, die schließlich nach der Säkularisation 1806 im Großherzogtum Baden aufging. 1776 wurde Ichenheim das Marktrecht verliehen. Seit 1798 wird in Ichenheim Tabak angebaut.
Am 1. Januar 1973 wurde Ichenheim mit den Gemeinden Altenheim, Dundenheim und Müllen zur Gemeinde Neuried zusammengeschlossen.

### Demographie
Einwohnerzahlen nach dem jeweiligen Gebietsstand.
| Jahr | Einwohnerzahl |
| ---- | ------------- |
| 1805 | 839           |
| 1814 | 1.056         |
| 1961 | 2.246         |
| 1970 | 2.323         |

## Politik
Ichenheim bildet im Sinne der baden-württembergischen Gemeindeordnung eine Ortschaft mit eigenem Ortschaftsrat und Ortsvorsteher als dessen Vorsitzendem.

## Kultur und Sehenswürdigkeiten

### Sehenswürdigkeiten
- St. Nikolaus-KircheKatholische Kirche St. Nikolaus

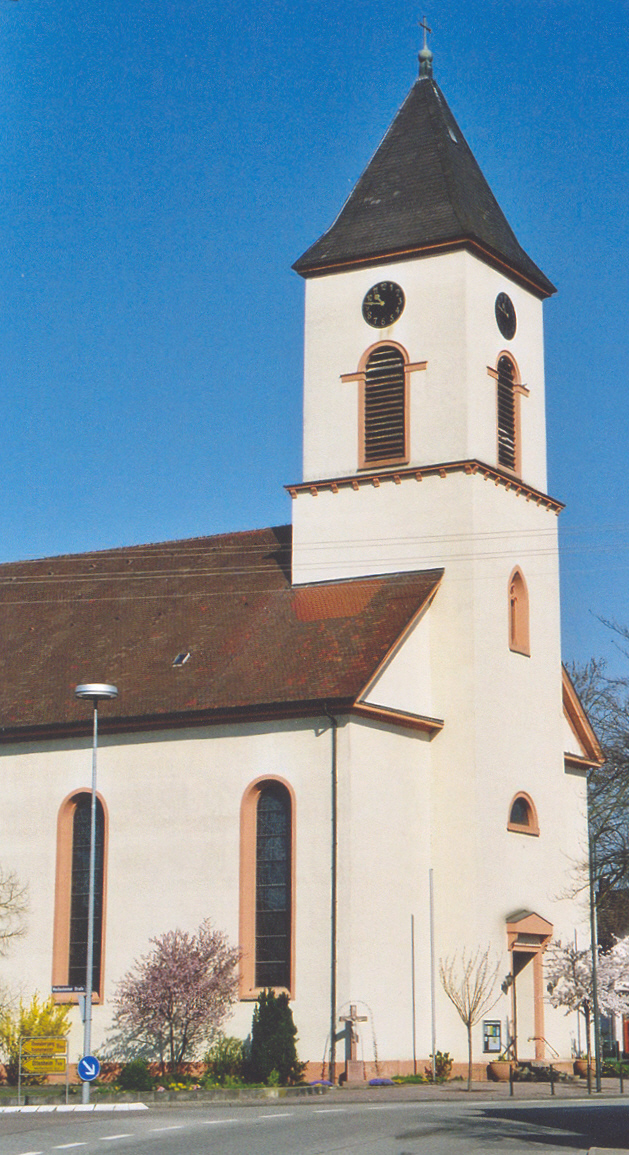
St. Nikolaus-Kirche

Die katholische Kirche St. Nikolaus wurde 1822 von dem Weinbrenner-Schüler Hans Voß erbaut. Sie gehört zu den am meisten der formalen Reduktion verpflichteten Kirchenbauten des badischen Klassizismus. Sie profitiert von der monumentalen Wirkung klar gezeichneter Baukörper.

### Natur
Auf der Gemarkung Ichenheim liegt das 29,2 Hektar große Naturschutzgebiet Sauscholle. Westlich von Ichenheim liegt in einer Altrheinschleife der Blattsee und südlich von Ichenheim liegt der Matschelsee. Zudem liegt in Ichenheim der Ichenheimer Jörgenwald, welcher ein Schonwald ist.

### Religionen
Seit der Dekanatsreform am 1. Januar 2008 gehört Ichenheim mit der St.-Nikolaus-Kirche zum Dekanat Offenburg-Kinzigtal und seit 2015 zudem zur Seelsorgeeinheit Schutterwald-Hohberg-Neuried.

### Vereinsleben

#### Narrenzunft Ichener Duwackstumbe 1987
Die Fastnacht in Ichenheim geht bis in die 1930er Jahre zurück, doch erst in den 50er Jahren lebte sie so richtig auf. Ein Elferrat wurde gegründet, welcher sich jedoch 1971 wieder auflöste, da sich keine Nachfolger mehr fanden. Erst am 27. Juni 1987 wurde die Fasend wieder richtig organisiert. An diesem Tag fand im Gasthaus Prinzen die Gründungsversammlung mit sieben Gründungsmitgliedern statt. Mit der neuen Zunft orientierte man sich nicht mehr am rheinischen Karneval, sondern am alemannischen Brauchtum. Durch den lokalen Tabakanbau lag es nah, sich an dieser örtlichen Tradition zu richten. Da man in der Region die Zigarren „Duwackstumbe“ und die einheimische Bevölkerung „Ichener“ nannte, war der Name der Zunft auch schnell gefunden. Seit 2015 veranstaltet man mit der Guggemusik Scholle Dudler jährlich am 11. November den „Carneval de Ichene“. Die Maske der Duwackstumbe hat ein verschmitztes Gesicht. Sie soll eine Person darstellen, die stets fröhlich ist und das Leben genießt. Besonderheiten der Maske ist die Nase, die als Wurzel dargestellt ist, und die ausgeprägte, lachende Mundpartie. Für die Augenbrauen und den Bart nahm man Tabakblätter. Das Cape wurde mit braunen, aus Stoff gefertigten Blättern genäht. Rechts und links ist daran ein getrockneter Stumbe (Tabakstiel) befestigt. Da die getrockneten Tabakblätter braun sind, entschied man sich ein zweiteiliges Häs mit braunen Blättern und aufgezeichneten Rippen zu nähen. Das Häs besteht je nach Größe aus 600 bis 800 Blättern. 6 bis 8 Stumben werden angenäht. Dazu trägt man braune Schuhe und braune Handschuhe. Das ganze Häs wird in Eigenleistung hergestellt. Heute hat die Zunft rund 20 aktive und 30 passive Mitglieder.

### Weitere Vereine
Neben der Narrenzunft gibt es in Ichenheim noch den Angelverein, die Anglergemeinschaft Riedwasser, die Bläserjugend, den CVJM, den evangelischen Kirchenchor, die Festgemeinschaft, den Förderverein SF, die Freiwillige Feuerwehr, den Freundeskreis der Grundschule, die Generationen-Gemeinschaft, den Historischen Verein, die Katholische Pfarrgemeinde, den Katholischen Kirchenchor, das Katholische Pfarramt St. Nikolaus, den Landfrauenverein, „Läwe im Lewe“, den Männergesangsverein „Harmonie“, den Motor- und Radsportverein, den Musikverein, den Reiterverein, den Schützenverein, den Skat-Club, den Tabakbauverein, den Turnverein, den VdK und den Verein der Eltern, Freunde und Förderer des Ev. Kindergartens.

## Wirtschaft und Infrastruktur

### Bildung
In Ichenheim gibt es einen katholischen und einen evangelischen Kindergarten. Zudem gibt es eine Grundschule und eine Haupt- und Realschule mit Werkrealschule. Gymnasien befinden sich in den nahe gelegenen Kreisstädten Offenburg, Lahr/Schwarzwald und Kehl.

### Verkehr
Ichenheim wurde vom 1. April 1898 bis 1959 durch die Mittelbadische Eisenbahn bedient. Gegenwärtig gibt es keinen Anschluss an das deutsche Schienennetz mehr.
Ichenheim wird von der L 75 in Nord-Süd-Richtung durchquert und von Ichenheim aus startet die L104.

### Medien
Im Oktober 2010 wurden in Ichenheim Teile der Fernseh-Biografie Carl & Bertha gedreht.

### Sonstiges
In Ichenheim gibt es eine NATO-Rampe am Rhein.

## Persönlichkeiten

### Söhne und Töchter des Ortes
- Ernst Friedrich Kärcher (1789–1855), klassischer Philologe und Pädagoge
- Erwin Baur (1875–1933), Genetiker
- Kerstin Scheidecker, Journalistin[6]

### Weitere Persönlichkeiten
- Hans Voß (1783–1849), Architekt, Architekt der St. Nikolaus-Kirche
- Wilhelm Ludwig Frommel (1795–1869), Geistlicher, lebte in Ichenheim
- Ludwig Leiner (1830–1901), Apotheker, absolvierte in Ichenheim eine Ausbildung
- François Sevez (1891–1948), französischer Offizier, starb in Ichenheim
- Alois Beichert (1893–1945), Geistlicher, war Priester in Ichenheim
- Fred K. Prieberg (1928–2010), Musikwissenschaftler, starb in Ichenheim
- Jonathan Fischer (* 1997), Handballspieler, spielte in der Jugend für den SF Ichenheim